# Euphorbia mendezii
Euphorbia mendezii är en törelväxtart som beskrevs av Pierre Edmond Boissier. Euphorbia mendezii ingår i släktet törlar, och familjen törelväxter. Inga underarter finns listade i Catalogue of Life.